# بابک کیهان‌فر
بابک کیهان‌فر (زادهٔ ۲۰ آوریل ۱۹۸۵) مربی فوتبال ایرانی-آلمانی است. وی هم‌اکنون مربی باشگاه فوتبال یونیون برلین است.

## زندگی‌نامه
بابک کیهان‌فر متولد ۱۹۸۵ در ماینتس است. پدر و مادر وی تبریزی هستند.